# Шоссейный (Брянская область)
Шоссейный —  упразднённый посёлок в Жуковском районе Брянской области России. Вышел в состав  
деревни Летошники. 

## География
Расположен на автодороге А141, в 10 км к юго-западу от города Жуковки.

## История
Возник в конце XIX века; здесь находилась почтовая станция «Угость» на новом Рославльском тракте.
С 1976 года включён в состав деревни Летошники.